# Юртинское муниципальное образование
Юртинское муниципальное образование — муниципальное образование со статусом городского поселения в Тайшетском районе Иркутской области России. Административный центр — поселок Юрты.

## Демография
По результатам Всероссийской переписи населения 2010 года
численность населения муниципального образования составила 5301 человек, в том числе 2480 мужчин и 2821 женщин.

## Населенные пункты
В состав муниципального образования входят населенные пункты
- Юрты[1]